# Sé (Faro)
Sé (IPA: [sɛ]) is een plaats (freguesia) in de Portugese gemeente Faro en telt 28546 inwoners (2001).